# Оболонський кратер
Оболонський кратер — метеоритний кратер діаметром 17 км в районі села Оболонь (Семенівський район Полтавської області).
Під час бурових робіт на місці кратера виявлено гірські породи, що були розплавлені енергією удару, а також утворені внаслідок удару мінерали. Високий вміст хлору в розплавлених гірських породах вказує на те, що під час удару в цій місцевості існувало неглибоке море.
За оцінками, вік кратера становить близько 169 ± 7 мільйонів років (середній юрський період).

## Історія вивчення
Структуру було ідентифіковано за гравітаційною аномалією, яку виявила Шерешевська (рос. С.Я. Шерешевская). Подібність до Бовтиської аномалії стала підставою для припущення про імпактне походження структури. У межах аномалії було закладено дві глибокі свердловини, вивчення кернів яких підтвердило припущення про метеоритний генезис. За стратиграфічними ознаками кратер лежить у байоському ярусі.

## Гіпотеза про серію метеоритних ударів
Оболонський кратер може бути одним з метеоритних ударних кратерів, які утворились внаслідок падіння групи метеоритів, під час якого також утворились кратер Манікуаган у північному Квебеку, кратер Рошшуар (Rochechouart) у Франції, кратер Сент-Мартін у Манітобі та кратер Ред Вінг (Red Wing) у Північній Дакоті. На думку одного з дослідників, імовірність того, що розташовані таким чином один відносно одного кратери могли утворитись внаслідок непов'язаних між собою окремих подій, практично дорівнює нулю.